# Mary King
Mary King, född den 8 juni 1961 i Newark-on-Trent i Storbritannien, är en brittisk ryttare.
Hon tog OS-silver i lagtävlingen i fälttävlan i samband med de olympiska ridsporttävlingarna 2012 i London.